# Matthieu Gianni
Matthieu Gianni est un ancien footballeur professionnel français né le 2 janvier 1985 à Bastia. Son poste de prédilection est milieu de terrain..
Il a été pris par le GF38 lors de la saison 2003-2004 et intègre le groupe pro pendant la saison suivante.
Aujourd'hui retiré du football , il est le gérant d'une paillote sur la plage de Porticcio !
A l'été 2019 , une rumeur fait état qu'il serait de retour dans le monde du football en devenant le consultant numéro 1 de Metro-sports

## Clubs
- 2003-2004 : Grenoble Foot 38 B  France
- 2004-2009 : Grenoble Foot 38  France
- 2009-.... : US Le Pontet  France